# Ariful Kabir Farhad
Ariful Kabir Farhad (ur. 12 marca 1980) – banglijski piłkarz grający na pozycji napastnika. Czternastokrotny reprezentant Bangladeszu grający w reprezentacji w latach 2003–2006.

## Kariera klubowa
W latach 2001–2003, Farhad występował w klubie Muktijoddha Dhaka. Razem z tym zespołem zdobył tytuł mistrza Bangladeszu (sezon 2003). Następnie przez dwa sezony występował w innym stołecznym klubie, którym był Mohammedan. Z tym zespołem również zdobył jeden tytuł mistrza Bangladeszu (sezon 2005/2006).

## Kariera reprezentacyjna
Ariful Kabir Farhad jest czternastokrotnym reprezentantem Bangladeszu. Reprezentował jego barwy w latach 2003–2006. Zdobył łącznie pięć goli.
| Rok  | Reprezentacja | Mecze | Bramki |
| ---- | ------------- | ----- | ------ |
| 2003 | Bangladesz    | 7     | 3      |
| 2005 | Bangladesz    | 5     | 2      |
| 2006 | Bangladesz    | 2     | 0      |